# Белоусово (Яранский район)
Белоусово — деревня в Яранском районе Кировской области России. Входит в состав Сердежского сельского поселения.

## География
Деревня находится в юго-западной части Кировской области, в зоне хвойно-широколиственных лесов, на левом берегу реки Оширон, на расстоянии приблизительно 27 километров (по прямой) к юго-востоку от города Яранска, административного центра района. Абсолютная высота — 165 метров над уровнем моря.
Климат
Климат характеризуется как умеренно континентальный, с умеренно холодной снежной зимой и тёплым летом. Среднегодовая температура — 2 — 2,3 °C. Средняя температура воздуха самого холодного месяца (января) составляет −13,6 °C (абсолютный минимум — −46 °С); средняя температура самого тёплого месяца (июля) — 18,3 °C (абсолютный максимум — 37 °С). Безморозный период длится в течение 117 дней. Годовое количество атмосферных осадков — 639 мм, из которых 405 мм выпадает в период с апреля по октябрь. Снежный покров держится в течение 162 дней.

## Население
| 2010 |
| ---- |
| 25   |

Половой состав
По данным Всероссийской переписи населения 2010 года в гендерной структуре населения мужчины составляли 48 %, женщины — соответственно 52 %.
Национальный состав
Согласно результатам переписи 2002 года, в национальной структуре населения русские составляли 67 % из 45 чел., марийцы — 33 %.

## Известные уроженцы
Белоусов Виктор Тимофеевич (1924—2015) — советский и российский юрист. Помощник, исполняющий обязанности прокурора г. Йошкар-Олы (1951―1955), начальник отделов Прокуратуры Марийской АССР / Марий Эл (1955―1988, 1989―1997), старший советник юстиции. Заслуженный юрист РСФСР (1975).